# Державний навчальний заклад «Донецьке міжрегіональне вище професійне училище автосервісу»
Державний навчальний заклад «Донецьке міжрегіональне вище професійне училище автосервісу» (укр. Державний навчальний заклад «Донецьке міжрегіональне вище професійне училище автосервісу») - перше в Україні, третє в СРСР і найбільше училище даного профілю в Донбасі.
Широко відоме під назвою ПТУ №114 (професійно-технічне училище №114).

## Історія
У червні 1974 року республіканським об'єднанням Укрглавтехобслуговування України для підготовки висококваліфікованих робочих кадрів по ремонту та обслуговування автомобілів і у зв'язку з святкуванням 50-річчя СРСР було створено технічне училище №114 м. Донецьку. Воно готувало робочі кадри для всіх республік СРСР (представників понад 40 національностей). 
З 2004 року шляхом злиття ПТУ №114 та ПТУ №51 був створений Донецький професійний ліцей автосервісу. Це дало можливість учням не тільки отримувати робочу кваліфікацію, але і повну середню освіту.
За роки існування училища підготовлено понад 26 тисяч працівників автосервісу.
Особливістю училища є навчання інвалідів з вадами слуху з професії «Слюсар з ремонту автомобілів».

## Інновації
Училище автосервісу має давні традиції щодо впровадження та удосконалення передових технологій. Тут ще в 80-х роках була створена всеукраїнська школа передового досвіду «Використання методики Шаталова викладання спеціальних дисциплін», якій розроблені опорні плакати «Пристрій й експлуатація автомобілів». У школі навчалися викладачі та майстри виробничого навчання всієї України.
В 90-х роках на базі училища була реалізована програма міжнародного проекту між державним центром зайнятості Міністерства праці та Amun Gruppen (Швеція). Творча група під керівництвом директора Червенкова Сергія Миколайовича розробила дидактичний матеріал, який використовується по всій Україні, входить в пакет модульного навчання державної служби зайнятості з професії «Слюсар з ремонту автомобілів».
Протягом семи років училище співпрацює з фірмою «R-M», яка розробила екологічно чисту, на водній основі фарбу для автомобілів, а також надала училищу комп ’ ютерну програму і матеріали для підбору COLORA.
Училище також співпрацює з відомою фірмою «BOSCH», яка розробила програмне забезпечення ESI [tronic] і планує відкрити на базі училища навчально-виробничий центр з навчання фахівців з комп'ютерної діагностики несправностей автомобілів.

## Навчально-виробничий процес
Для досягнення максимальних результатів у навчальному процесі училищем використовується універсальний об'єднання різних методів навчання для окремих етапів процесу. Активно впроваджуються інноваційні технології, інтерактивні методи навчання, проблемне навчання. Серед форм організації навчального процесу перевага надається роботи в малих навчальних групах як засіб формування успішною, творчої особистості учня.
На виробничому навчанні особлива увага приділяється залученню студентів до процесу надання послуг населенню з ремонту, діагностиці, фарбування автомобілів. Обов'язковим є вивчення і впровадження сучасних технологій виробництва в навчальний процес: учні училища працюють на сучасному обладнанні з комп ’ ютерної діагностики, фарбування автомобілів і чищенні інжекторів.

## Матеріально-технічна база
Державний навчальний заклад «Донецьке міжрегіональне вище професійне училище автосервісу» має 2 навчально-виробничих комплексу (колишні ПТУ №114 та ПТУ №51). Оснащені наступні майстерні та лабораторії:
- Ремонт автомобілів
- Ремонт двигунів
- Технічне обслуговування кузовів
- Фарбування автомобілів
- Комп’ютерний підбор фарби
- Ремонт електрообладнання
- Ремонт комп’ютерів і оргтехніки
- Ремонт телеапаратури
- Електрорадіовимірювання

Є кабінети зі спеціальних та загальноосвітніх дисциплін.
З 2007 року і на сьогодні колектив училища очолює Гнип Василь Дмитрович.

## Професії
Державний навчальний заклад «Донецьке міжрегіональне вище професійне училище автосервісу» здійснює підготовку робітників за наступними професіями:
- Слюсар з ремонту автомобілів
- Електрозварник ручної зварки
- Електрогазозварник
- Рихтувальник кузовів
- Маляр з фарбування автомобілів
- Оператор з обробки інформації та програмного забезпечення
- Секретар керівника (організації, установи, підприємства)
- Радіомеханік з обслуговуванню та ремонту радіотелевізійної апаратури
- Електромеханік з ремонту та обслуговуванню комп’ютерної техніки